# Bilokour (cratère)
Bilokour est un cratère d'impact à la surface de Mercure. 
Le cratère a ainsi été nommé par l'Union astronomique internationale le 14 novembre 2024 en hommage à la peintre ukrainienne Kateryna Bilokour (1900-1961),. 
Son diamètre est de 67 km. Il se situe dans le Quadrangle de Beethoven (quadrangle H-7) de Mercure.